# 라드빌리슈키스구

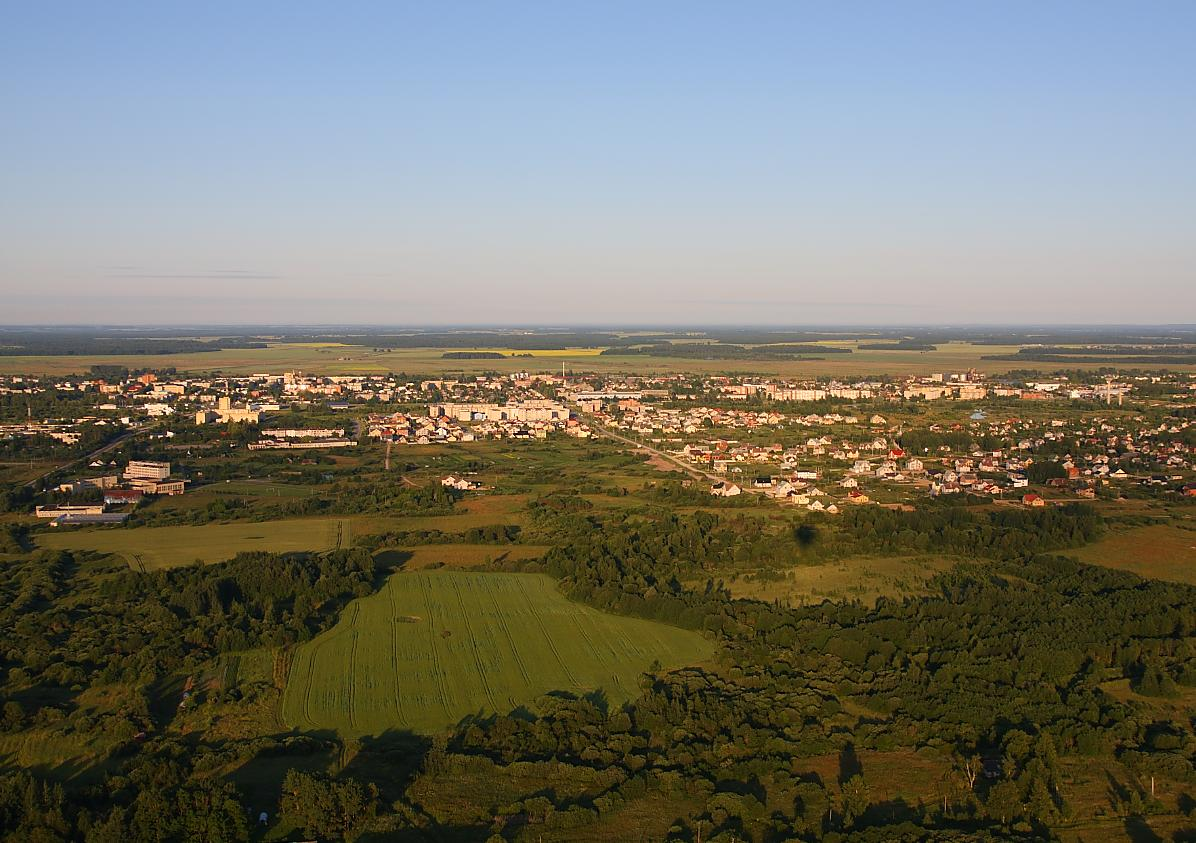
라드빌리슈키스 시가지

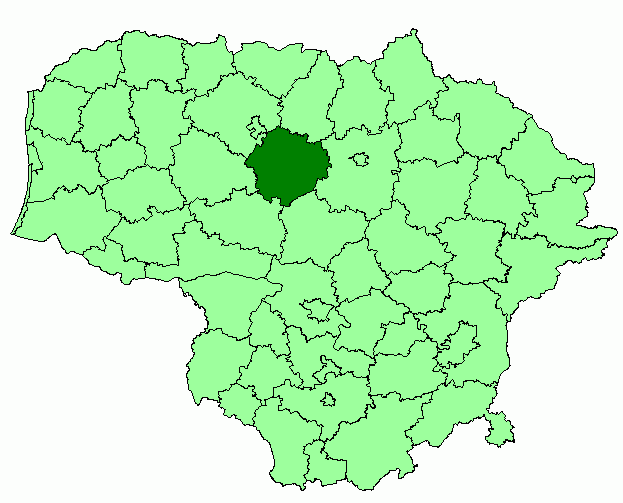
라드빌리슈키스구의 위치

라드빌리슈키스구(리투아니아어: Radviliškio rajono savivaldybė)는 리투아니아 샤울랴이주를 구성하는 7개 지방 자치체 가운데 하나로 행정 중심지는 라드빌리슈키스이며 면적은 1,634km2, 인구는 39,043명(2015년 기준), 인구 밀도는 23.9명/km2이다. 13개 장로구를 관할한다. 샤울랴이주 켈메구, 샤울랴이구, 샤울랴이시, 파크루오이스구, 파네베지스주 파네베지스구, 카우나스주 케다이냐이구, 라세이냐이구와 접한다.

지방 자치체 문장

## 같이 보기
- 리투아니아의 주